# Libíč
Libíč je malá vesnice, část města Český Dub v okrese Liberec. Nachází se asi 3,5 kilometru jižně od Českého Dubu. Prochází zde silnice II/277. Libíč je také název katastrálního území o rozloze 3,59 km². V katastrálním území Libíč leží i Bohumileč.

## Historie
První písemná zmínka o vesnici pochází z roku 1547.